# 吕永吉
吕永吉（?—?），隋朝济南郡人，隋文帝舅舅家的表兄弟。

## 生平
开皇初年，济南郡上书，郡里有男子吕永吉自称有姑字苦桃，为杨忠之妻，即文帝之母。隋文帝勘验知道是舅舅的儿子，于是追赠外祖吕双周为上柱国、太尉、八州诸军事、青州刺史，封齐郡公，谥号敬，外祖母姚氏为齐敬公夫人。下诏一起改葬，在齐州立庙，置守冢十家。吕永吉袭爵齐郡公，留在京师。大业年间，隋炀帝授吕永吉为上党郡太守。吕永吉性识庸劣，不理政务。后来离职，不知所终。

## 家庭
| 成員   | 姓名       | 備註                                                   |
| ------ | ---------- | ------------------------------------------------------ |
| 祖父   | 吕双周     | 上柱国、太尉、八州诸军事、青州刺史，封齐郡公，谥号敬。 |
| 祖母   | 姚氏       | 齐郡公夫人。                                           |
| 叔父   | 吕道贵     | 隋文帝杨坚舅父。                                       |
| 姑母   | 吕苦桃     | 隋文帝杨坚母亲，谥号元明皇后。                         |
| 姑夫   | 杨忠       | 隋文帝杨坚父亲，谥号武元皇帝，庙号太祖。               |
| 表兄弟 | 杨坚隋文帝 | 隋朝开国皇帝，谥号文皇帝，庙号高祖。                   |

## 延伸阅读
[在维基数据编辑]
 《隋書·卷79》，出自魏徵《隋书》